# جراده، ادلب
جراده (به عربی: جرادة) یک روستا در سوریه است که در ناحیه مرکزی معره‌النعمان واقع شده‌است. جراده ۸۳۷ نفر جمعیت دارد.